# ヨーゼフ・コーラー
ヨーゼフ・コーラー （ドイツ語: Josef Kohler、1849年3月9日 - 1919年8月3日）は、 ドイツの法学者、著述家、詩人。

## 経歴
1849年、ドイツのオッフェンブルクに生まれる。オッフェンブルクとラシュタットのギムナジウムに学び、フライブルク大学およびハイデルベルク大学に進む。1873年に法学博士となり、1874年マンハイムで裁判官に任命された。
1878年にはヴュルツブルク大学、1888年にはベルリン大学の教授となった。1919年にシャルロッテンブルクで死去。

## 研究内容・業績
比較法学雑誌などの法学誌の編集に携わり、比較法学を進展させた。その研究は、穂積陳重や岡松参太郎を通じて日本の法学研究にも影響を与えた。